# Nils Seethaler
Nils Seethaler (ur. 18 sierpnia 1981, w Berlinie Zachodnim) – niemiecki antropolog, kolekcjoner, kurator i mecenas sztuki. 

## Życiorys
Nils Seethaler urodził się w Berlin-Lichterfelde, a dzieciństwo spędził w Berlinie, Rocky Point (Australia), Banyuls-sur-Mer (Francja) oraz w Morschen (Niemcy). Seethaler mieszka i pracuje w Berlinie Jest żonaty i jest ojcem córki.

## Prace badawcze
Kieruje archiwum Berlińskiego Towarzystwa Antropologii, Etnologii i Prehistorii na berlińskiej Wyspa Muzeów. W szczególności bada historyczne kolekcje obiektów etnologicznych i szczątków ludzkich z okresu kolonialnego i nazistowskiego. Jego badania nad pochodzeniem przyciągnęły międzynarodową uwagę

## Projekty wystawiennicze
Seethaler był zaangażowany w liczne międzynarodowe wystawy kulturalno-historyczne i przyrodnicze. Jako kurator był zaangażowany w (ponowne) założenie muzeów etnologicznych w Wittenberdze i Rostocku. Część jego prywatnych zbiorów etnologicznych, które należą do największych w Niemczech, została przekazana do muzeów publicznych.